# Wendelsteinska željeznica
Wendelsteinska željeznica (njem. Wendelsteinbahn) jedna je od četiri brdsko-planinske električno pogonjene željeznice koje u Njemačkoj još i danas prometuju. Osim tom uskotračnom željeznicom, čija su vozila i pruga dodatno opremljeni sistemom zupčanika, do vrha planine Wendelstein u gornjobavarskim Alpama moguće je doći i žičarom (njem. Wendelstein-Seilbahn). Wendelsteinska željeznica je zaštićeni spomenik kulture.

## Povijest
Idejni začetnik izgradnje Wendelsteinske željeznice bio je njemački poduzetnik i industrijalac Otto von Steinbeis. On je svoju viziju i planove objavio 1908., a dvije godine poslije – točnije 4. veljače 1910. – koncesijski ugovor o izgradnji potpisao je i Luitpold von Bayern, tadašnji princ namjesnik Kraljevine Bavarske. Nakon što su prevladane razne poteškoće i mnoga neslaganja o ovom zahtjevnom projektu, izgradnja željeznice započela je 29. ožujka 1910. Troškove izgradnje u potpunosti je podmirio sam Steinbeis, a iznosili su oko tri milijuna tadašnjih zlatnih njemačkih maraka. 
Wendelsteinsku željeznicu je duže od dvije godine u najtežim radnim uvjetima gradilo oko 800 radnika, koji su pretežito dolazili iz Hrvatske, Bosne i Italije. Samo u t.zv. Visoki zid (Hohe Mauer) – 127 metara dug i 17 metara visoki nasip podno posljednje planinske postaje (Bergbahnhof) – ugrađeno je 10.000 kubičnih metara obrađenoga kamenja, a za sveukupne radove uporabljeno je oko 35 tona eksploziva. Osim 9,95 kilometara željezničke pruge, koja se od prvotnoga polaznog kolodvora u Brannenburgu velikim dijelom gradila preko istočne padine Wendelsteina, graditeljskim planom bila je predviđena i ostvarena izgradnja sedam tunela, osam galerija za zaštitu od lavina i odrona kamenja te dvanaest mostova. Željeznica je također trebala biti sposobna savladati i 1270 metara ukupne visinske razlike, a njezina je izgradnja bila prekretnica u gospodarskom i turističkom razvoju bavarskih Alpa.
Wendelsteinska uskotračna pruga službeno je puštena u promet 12. svibnja 1912., a željeznica je svečano posvećena 25. svibnja iste godine. Drachenfelška željeznica  (Drachenfelsbahn, 1883.) i Stuttgartska zupčana željeznica (Zahnradbahn Stuttgart, 1884.) dvije su od četiri brdsko-planinske željeznice u Njemačkoj koje su starije od Wendelsteinske, a još i danas prometuju.
Vožnja prvotnom željeznicom od polazišnog kolodvora Brannenburg do krajnje planinske postaje Wendelsteinhaus trajala je oko 75 minuta. Tako je bilo sve do 1961. kad je, zbog razvoja prometa i problematičnog križanja pruge s državnom cestom, polazišni kolodvor premješten u brannenburšku četvrt Waching. To skraćivanje wendelsteinske željezničke linije na ukupnu dužinu od 7,66 kilometara značilo je i prekid direktne povezanosti s mrežom Njemačke državne željeznice (Deutsche Bundesbahn). Ujedno se i trajanje vožnje do Wendelsteinhausa skratilo na 55 minuta.
S vremenom se isplativost održavanja željeznice pokazala upitnom, pa je 1970. od Bayrischzella do vrha Wendelsteina sagrađena žičara koja je trebala dugoročno zamijeniti nerentabilnu željeznicu. Međutim, zupčana je Wendelsteinska željeznica privlačila mnogobrojne turiste pa je zbog toga ipak sačuvana. Godine 1987. Započelo se i s njezinom modernizacijom, a novac za obnovu – ukupno 17 milijuna njemačkih maraka – osigurali su Savezna pokrajina Bavarska, okolne općine, kotar Rosenheim i matična tvrtka Lechwerke AG. Obnova željeznice završena je 1991. godine: do Wendelsteinhausa – krajnje planinske postaje na 1723 metra nadmorske visine – svakih pola sata naizmjenično voze dva nova električna vlaka (vagoni-lokomotive). Vožnja uzbrdo traje dvadesetak, a nizbrdo 30 minuta. I dvije starinske željezničke garniture još uvijek su u voznom stanju, ali one prometuju samo u posebnim prigodama.

## Tehnički podatci
| Stalni napon električne mreže          | 1500 V |
| Najveći nagib pruge                    | 237 ‰  |
| Najmanji polumjer zakrivljenosti pruge | 40 m   |
| Sistem zupčanika                       | Strub  |

## Galerija
- Polazni kolodvor Waching
- Križanje dvaju vlakova kod postaje Aipl
- Željeznica podno vrha planine Wendelstein
- Željeznica između posljednjih dvaju tunela podno kapele na vrhu planine Wendelstein
- Lokomotive 2 i 3 u krajnjoj planinskoj postaji Wendelsteinhaus

## Vanjske poveznice

### Sestrinski projekti
|  | Zajednički poslužitelj ima još gradiva o temi Wendelsteinska željeznica |

### Mrežna sjedišta
- Wendelsteinska željeznica (Wendelsteinbahn)  Arhivirana inačica izvorne stranice od 10. lipnja 2013. (Wayback Machine) (njem.) (engl.) (fr.) (tal.) (češ.) (sl.)
- Fotografije tunela Wendelsteinske željeznice (njem.)
- Spiegel Online – Detlef Berg: »100 Jahre Wendelsteinbahn: Gelber Zug, grüne Seele«, 14. svibnja 2012. (njem.)